# 포스코대교
포스코대교는 경상북도 포항시 남구 대도동에서 송내동을 연결하는 총길이 450m, 형산강의 다리이다. 포항 시내로 진출이 가능하며, 주변에는 포항제철소가 있다.

## 역사
1979년 신형산대교가 준공되었으며, 2008년 포스코 40주년 기념 사업의 일환으로 교명이 포스코대교로 변경되었다.

## 참고 사항
포스코 공장 및 인근 산업단지 근로자 수 증가에 따라 교량의 교통 수요가 크게 늘어났다. 1980년대 중후반에 자동차 보급 증가로 인해, 1995년 섬안큰다리가 준공되었고, 포항 도심과 외곽 지역 간의 접근성이 크게 향상되었다. 2000년대 이후에 포항제철소의 생산 규모 확대와 근로자·물류 차량의 증가로 인해 공장 내부 및 인근 주요 도로의 차량 통행량이 지속적으로 증가하였다. 연령에 따라, 청장년층 세대로 근로자 비중이 높았기에 자가용 이용률이 높아지며 교통 혼잡이 심화되었고, 이에 따라 주요 교차로 및 진입도로에 대한 구조 개선과 차로 확장 등의 교통 대책이 추진되었다.

## 접속하는 도로
- 동해안로